# Ciucani (okręg Bacău)
Ciucani – wieś w Rumunii, w okręgu Bacău, w gminie Răcăciuni. W 2011 roku liczyła 566 mieszkańców.